# Suak Air Hitam
Suak Air Hitam is een bestuurslaag in het regentschap Rokan Hilir van de provincie Riau, Indonesië. Suak Air Hitam telt 643 inwoners (volkstelling 2010).